# شهرستان یونگشین
شهرستان یونگشین (به لاتین: Yongxin County) یک شهرستان‌های جمهوری خلق چین در چین است که در ژی ان واقع شده‌است.